# Hoploscopa subvariegata
Hoploscopa subvariegata is een vlinder uit de familie van de grasmotten (Crambidae), uit de onderfamilie van de Hoploscopinae. De wetenschappelijke naam van deze soort is voor het eerst gepubliceerd in 1915 door Lionel Walter Rothschild.
De voorvleugellengte is bij het mannetje 10 millimeter en bij het vrouwtje 9,5 tot 10 millimeter.
De soort komt voor in Papoea-Nieuw-Guinea (Central en Morobe) tussen 2000 en 2360 meter boven zeeniveau.